# Heizkörper

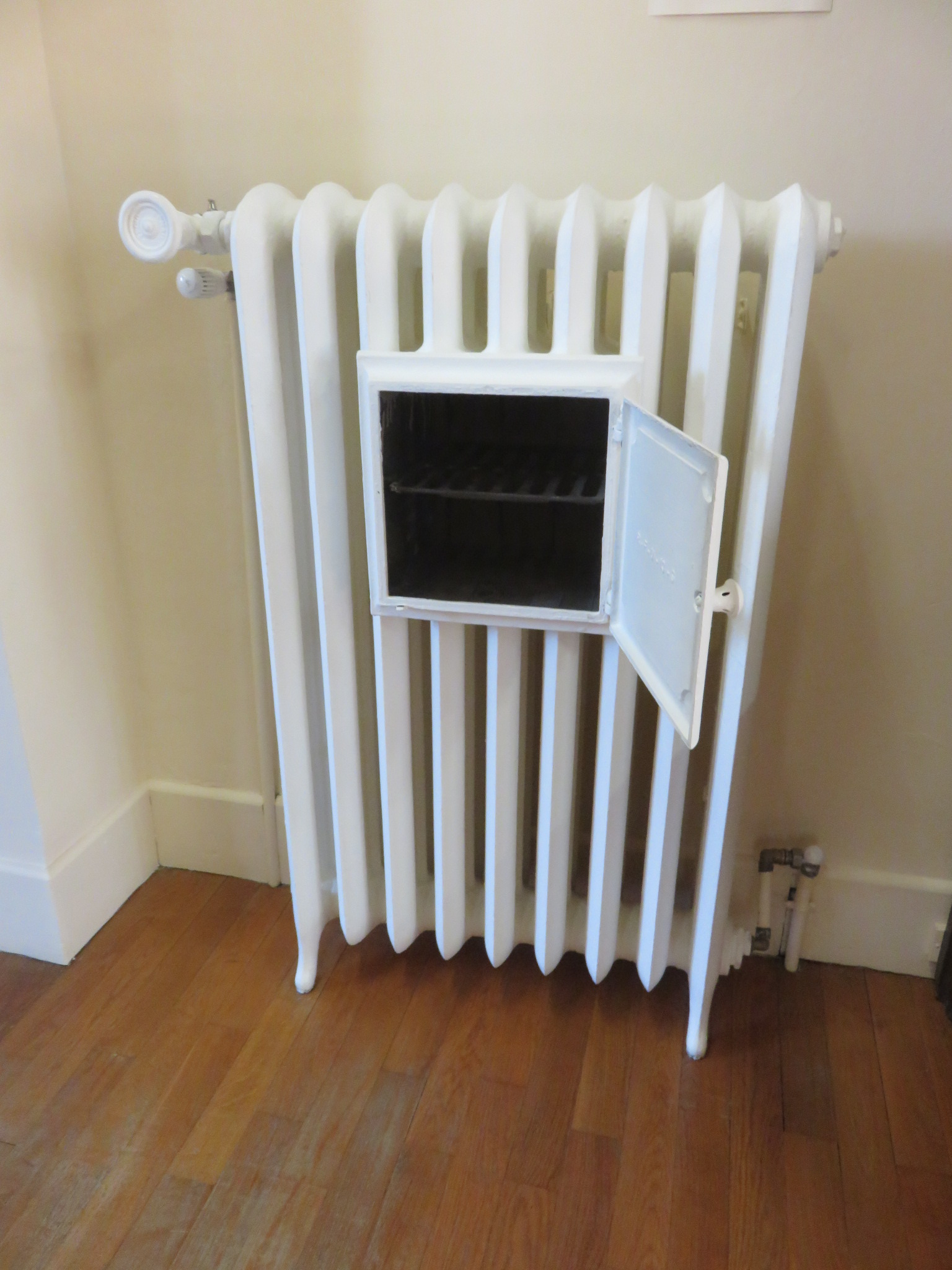
Gussheizkörper mit Warmhaltekammer im kunstgeschichtlichen Museum Albertville

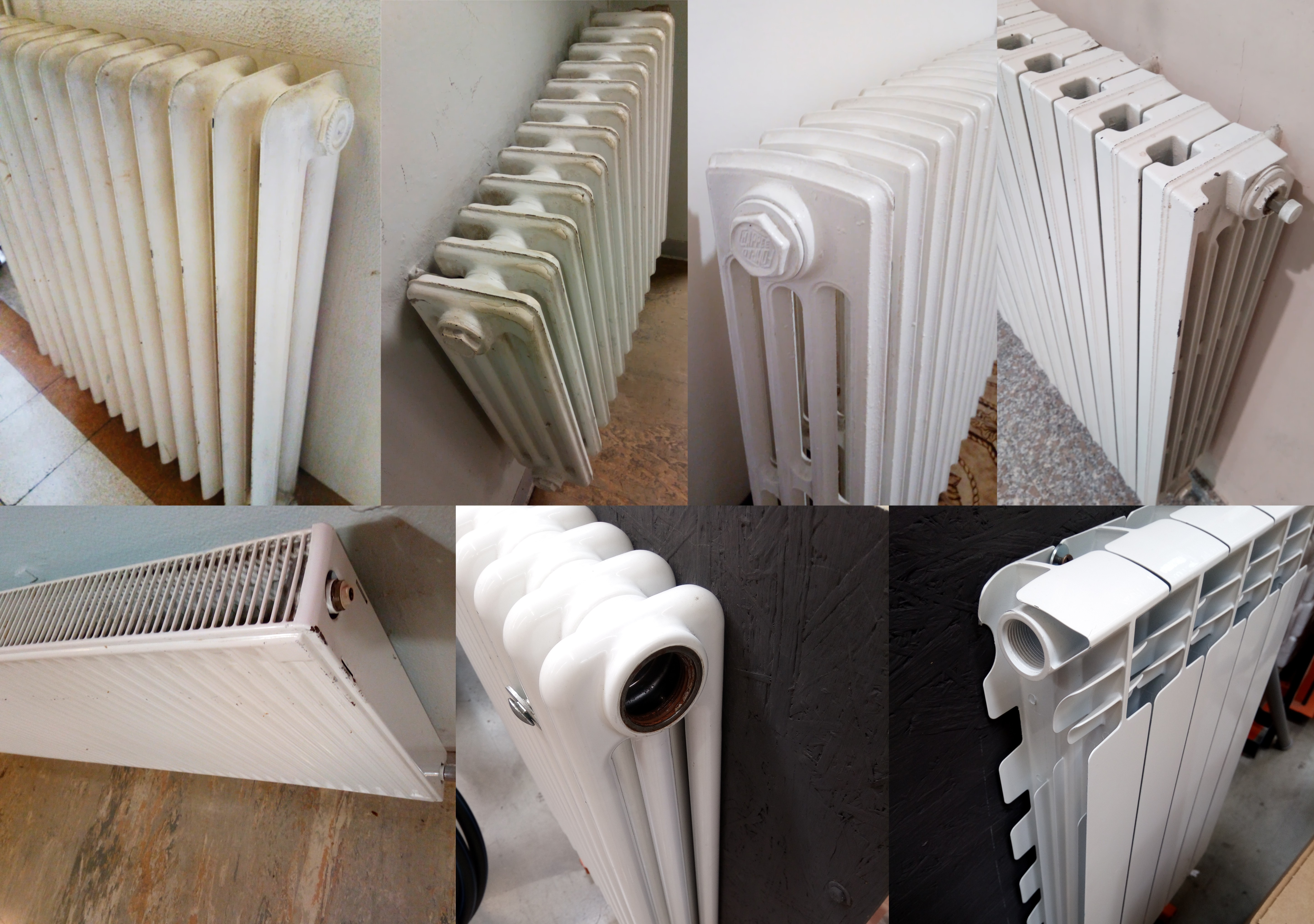
Unten links ein Plattenheizkörper. Neben diesem Konvektor enthalten auch die Rippenheizkörper auf der rechten Seite Kanäle zur Leitung der Luftströmung.

Heizkörper sind Teile von Heizungsanlagen in Gebäuden. Die meist aus Stahl gefertigten Hohlkörper werden auch als Radiatoren, Konvektoren oder Heizleisten bezeichnet und geben als Wärmetauscher einen Teil der vom Heizmedium (meist Wasser, in Elektroradiatoren Öl) transportierten thermischen Energie an die Umgebung ab, um die Raumtemperatur zu erhöhen.
Die Erfindung des Heizkörpers wird dem in Preußen geborenen russischen Geschäftsmann Franz San-Galli im Jahre 1855 zugeschrieben.

## Wärmeabgabe
Die Wärmeabgabe geschieht vorwiegend durch Wärmeleitung an die umgebende Luft, welche die Wärme dann über natürliche Konvektion (Wärmeströmung) im Raum verteilt, sowie in unterschiedlichem Maße auch über Wärmestrahlung. Heizkörper mit Wärmeleitblechen werden als Konvektoren bezeichnet, da die gefalteten Bleche die Konvektion verstärken. Niedertemperaturheizkörper können Gebläse enthalten, welche die Verteilung der Wärme auch bei niedrigsten Vorlauftemperaturen ermöglichen. Heizkörper werden meist unter Fensterflächen platziert, damit sich die aufsteigende Warmluft mit der vom Fenster absinkenden Kaltluft vermischt und eine Luftwalze im Raum vermieden wird.

## Unterscheidung
Heizöfen zählen nicht zu den Heizkörpern, obwohl sie eine vergleichbare Funktion erfüllen. Öfen werden gewöhnlich mit deutlich höheren Temperaturen betrieben als Heizkörper und geben darum einen größeren Anteil ihrer Wärmeleistung in Form von Wärmestrahlung ab. Wärmestrahlung erwärmt die umgebenden Raumflächen, die dann ihrerseits Wärme abgeben.
Fußboden-, Wand- und Deckenheizung, etwa in Form von Deckenstrahlplatten, werden in der Regel nicht als Heizkörper, sondern als Heizfläche bezeichnet. Die Oberflächen werden durch Heizschleifen aus wasserführenden Rohren oder elektrischen Heizdrähten beheizt.

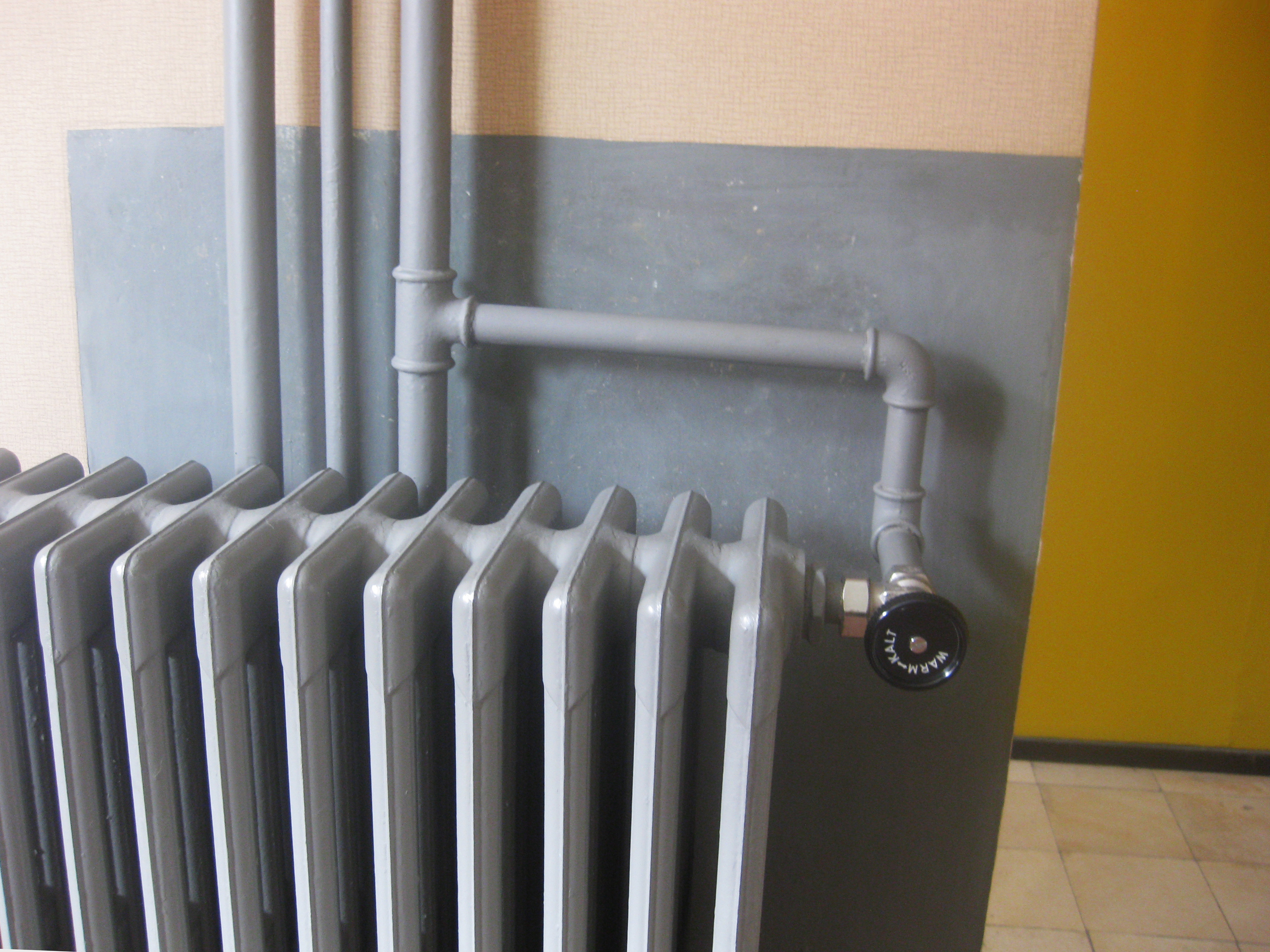
Rippenheizkörper aus Grauguss, Exemplar aus den 1920er Jahren

## Bauformen

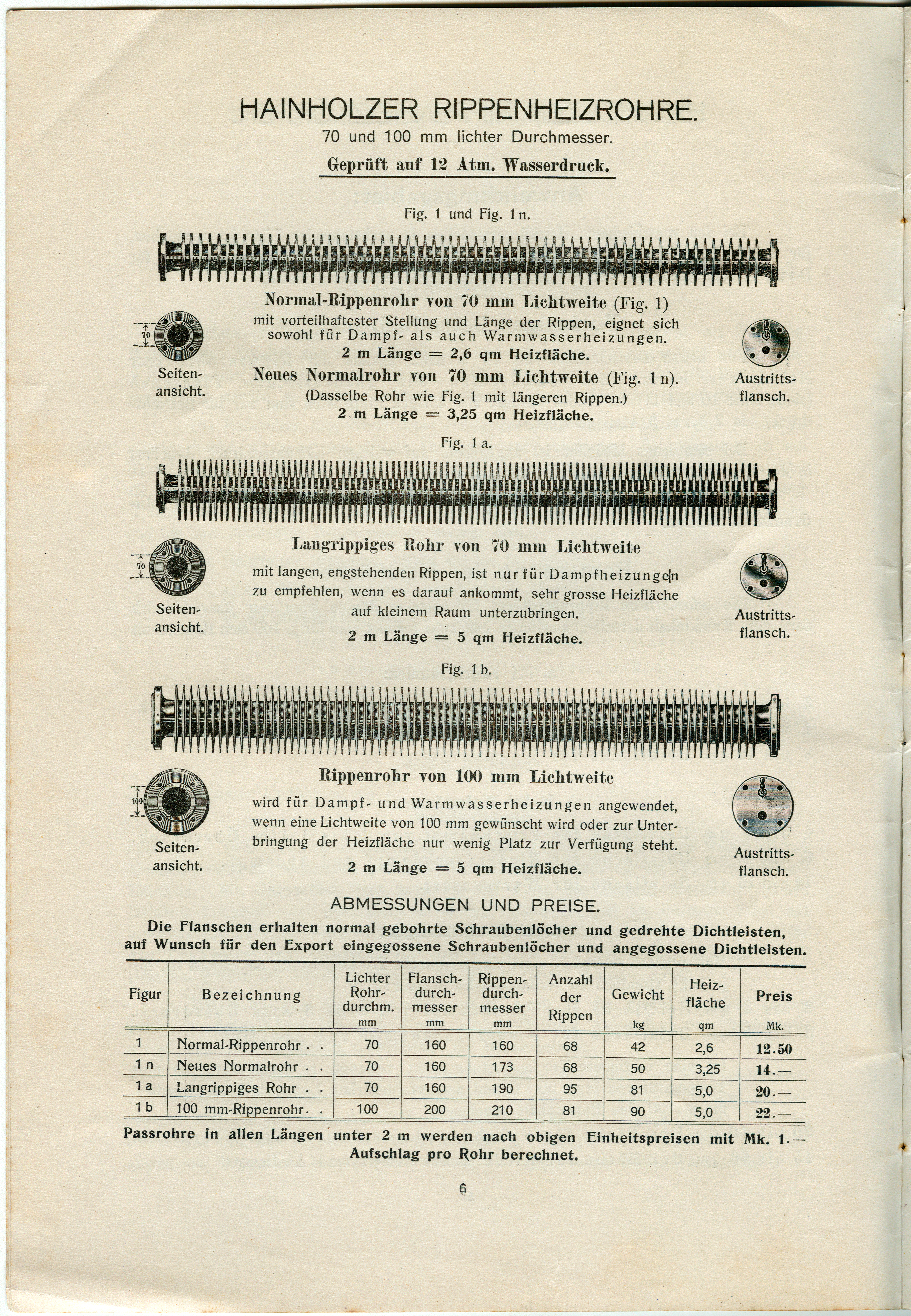
Beispiele für Rippenheizrohre in einem Katalog der Centralheizungswerke AG von 1913

Massive Gussheizkörper sowie moderne Glieder- und Röhrenheizkörper, die bis zur Hälfte der Wärmeenergie in Form von Wärmestrahlung abgeben, werden auch als Radiatoren bezeichnet (engl. radiation ‚Strahlung‘).
Heizkörper, deren wasserführende Hohlräume – im Verhältnis zu den der Luftführung dienenden senkrechten Schlitzen und Kanälen – klein sind, werden verallgemeinernd auch als Konvektoren bezeichnet, da sie die Wärmeenergie überwiegend durch aufsteigende Warmluft (Konvektion) abgeben.

### Gussheizkörper, Rippenheizkörper
Rippenheizkörper sind Heizkörper aus Grauguss und waren die erste Bauform. Die Entwicklung wird Hermann Rietschel zugeschrieben. Im Verhältnis zur Größe haben sie eine deutlich kleinere Oberfläche als moderne Plattenheizkörper mit Konvektionsblechen, ein hohes Gewicht und sind sehr korrosionsbeständig. Jede Rippe besitzt oben und unten beiderseits eine Öffnung mit Innengewinde. Mithilfe von Verbindungsnippeln mit Rechts-/Linksgewinde können sie so in der gewünschten Größe vor Ort zusammengeschraubt werden. Druckbeständige Heizkörper zur Verwendung mit Dampfheizungen werden auch von durchlaufenden Spanngliedern zusammengehalten.
Als erstes und letztes Element wurden in der Vergangenheit Rippen mit angegossenen Füßen verwendet, so dass der Heizkörper selbstständig stehen kann, da eine Wandmontage aufgrund des hohen Gewichts oft nur schwer möglich war. Um die Jahrhundertwende und im Jugendstil wurden die Rippen mit ornamentalem Relief versehen.

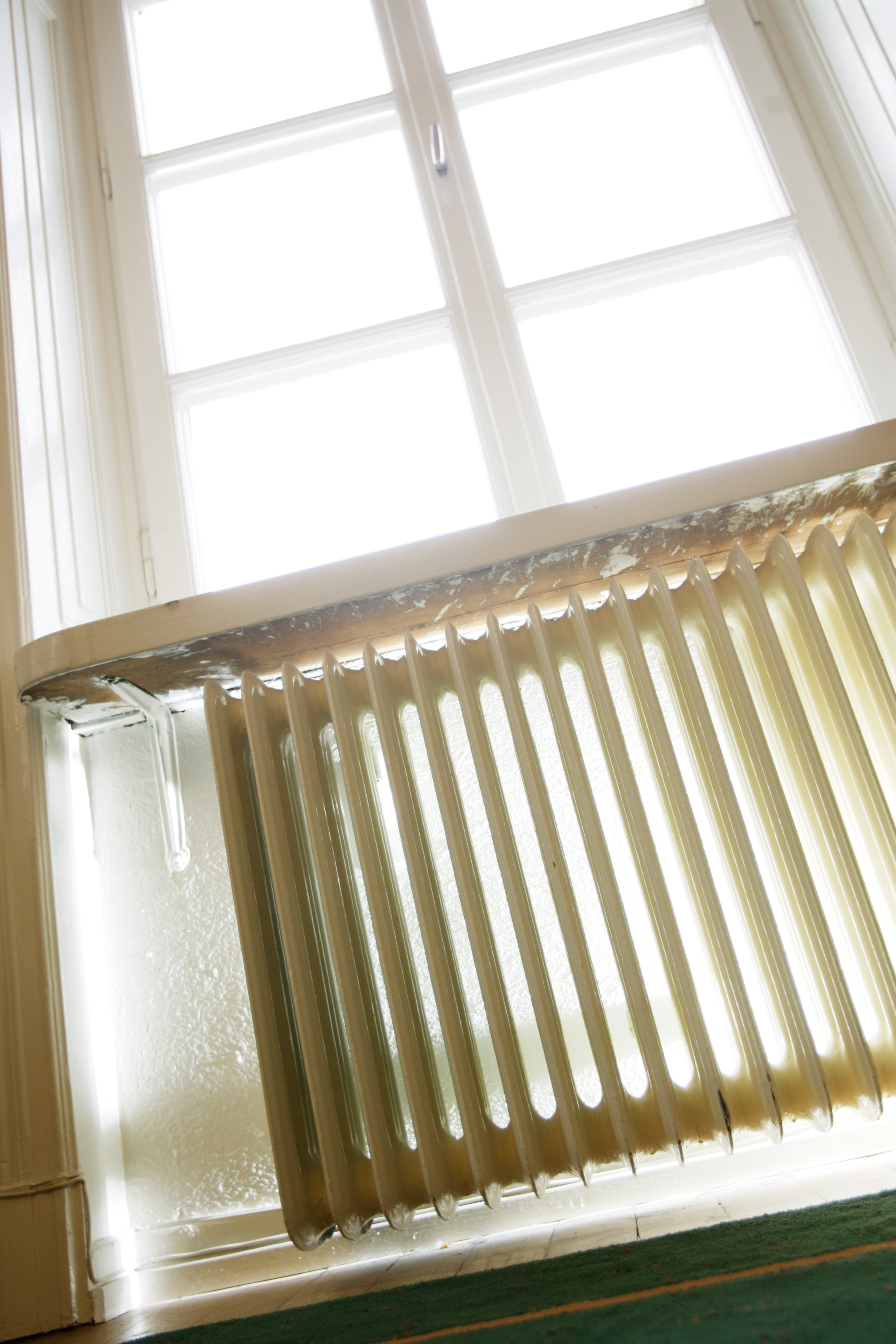
Moderner Rippenheizkörper mit leicht verbesserter Wärmeabgabe

### Gliederheizkörper
Für Gliederheizkörper werden mehrere Elemente aus Stahlblech zusammengeschweißt. So lassen sich einfach unterschiedlichste Längen produzieren.

### Plattenheizkörper, Flachheizkörper, Kompaktheizkörper

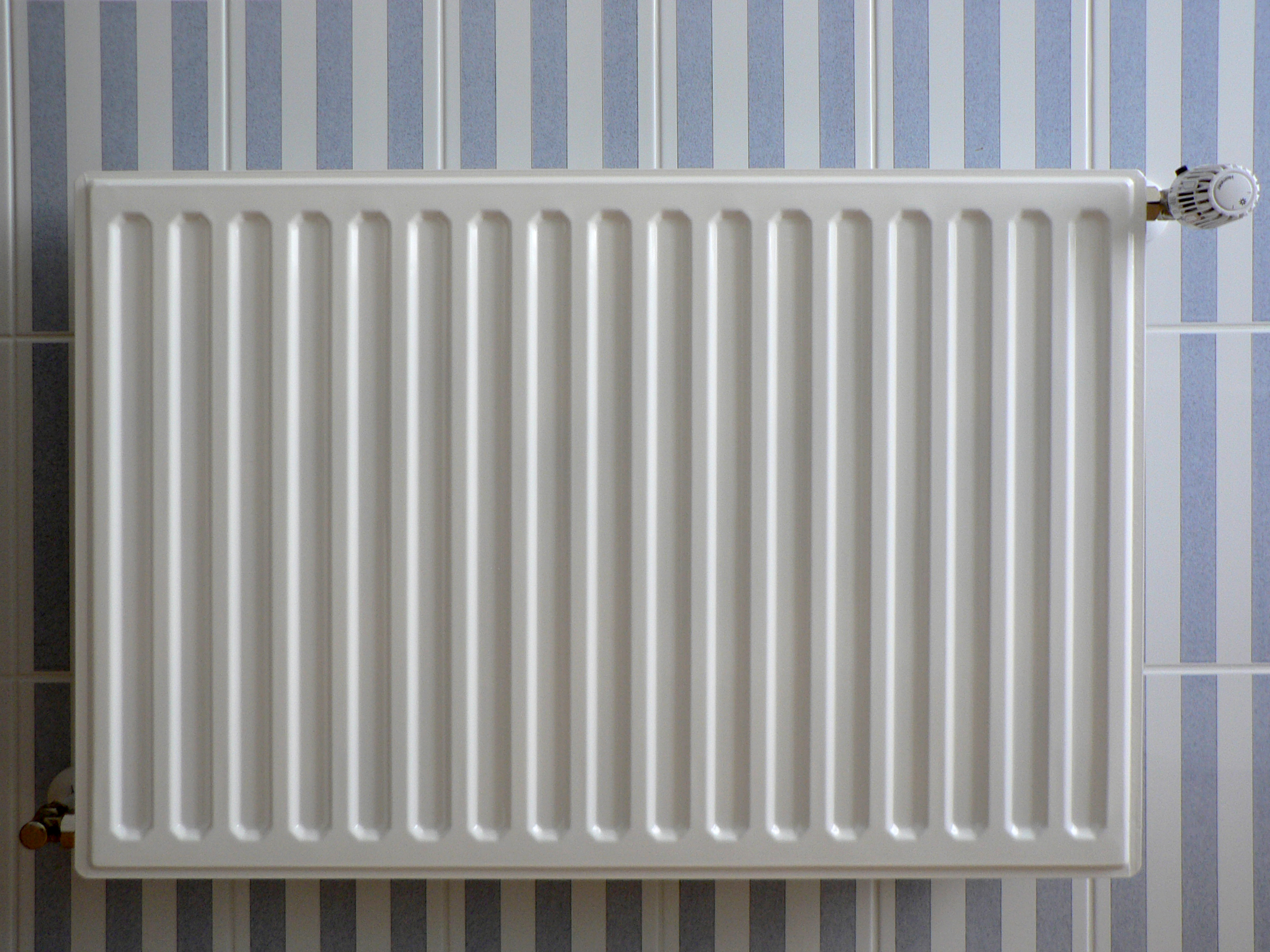
Plattenheizkörper aus Stahlblech

Kennzeichnend für die seit den 1960er Jahren gängigste Bauform, Plattenheizkörper oder Flachheizkörper, ist die gerippte Konstruktion aus kaltverformten und rollgeschweißten Stahlblechen. Durch Luftleitbleche bzw. -lamellen werden wärmeabgebende Oberfläche und Leistung vergrößert.
Plattenheizkörper sind in Größenabstufungen von 10 cm, in Höhen von 20 bis 90 cm (Vertikalheizkörper bis 2,5 m) und Längen bis 3 m erhältlich und werden lackiert oder pulverbeschichtet. Traditionell wurden sie mit vier seitlichen Anschlüssen geliefert. Inzwischen werden die Heizkörper zusätzlich oder ausschließlich mit Anschlüssen an der Unterseite und häufig mit seitlichen Aufnahmen für integrierte Thermostatventile gefertigt. Durch die Vergrößerung der Konvektionsbleche sowie durch die Durchströmung von mehrlagigen Heizkörpern von vorne nach hinten (serielle Durchströmung) konnte die Heizleistung auch bei niedrigen Vorlauftemperaturen gesteigert werden.
Plattenheizkörper sind in der Regel leichter als Rippenheizkörper mit vergleichbarer Leistung und enthalten weniger Wasser, wodurch sich die Reaktionszeit gegenüber externen Wärmegewinnen oder -verlusten verringert.
Plattenheizkörper werden in verschiedene zweistellige Typennummern (z. B. Typ 11, Typ 21, Typ 22, Typ 33) unterschieden. Die erste Ziffer gibt die Anzahl der Platten an, die zweite Ziffer die Anzahl der Konvektionsbleche.
Heizkörper vom Typ 10 haben einen Strahlungsanteil von 55 %. Beim Typ 11 sinkt dieser auf 35 %, beim Typ 21 auf 30 %, beim Typ 22 auf 25 % und beim Typ 33 auf 20 %.

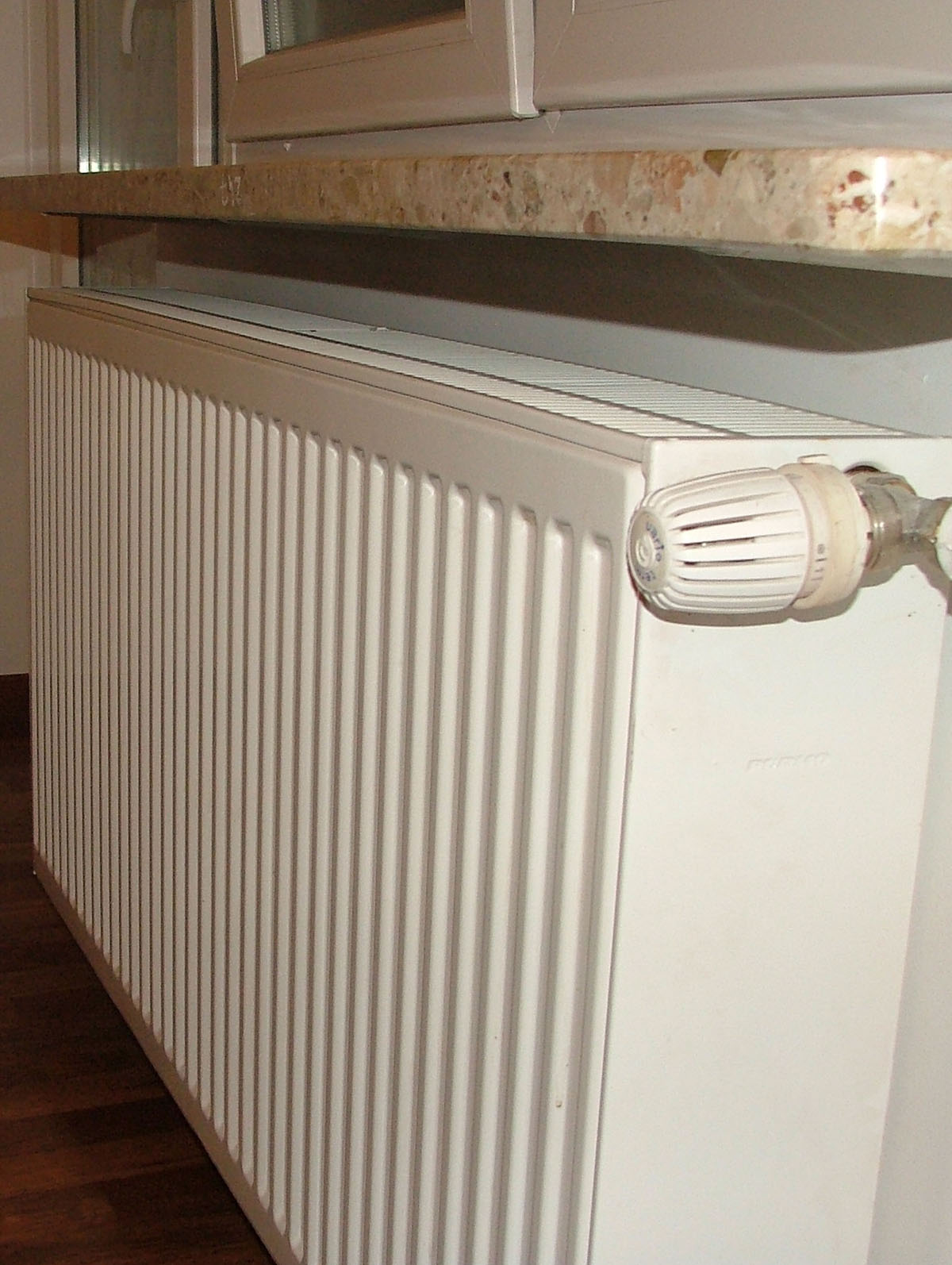
Plattenheizkörper mit Wärmeleitblechen werden als Konvektoren bezeichnet. Sie sind in verschiedenen Bautiefen erhältlich. Mit der Bautiefe steigt die konvektiv abgegebene Wärmeleistung, während die von der Frontfläche abgestrahlte Wärme ungefähr gleich bleibt.

### Niedertemperatur-Konvektoren
Brennwertkessel arbeiten umso effizienter, je tiefer die Rücklauftemperatur des Heizkreislaufs liegt. 
Wärmepumpenheizungen arbeiten umso effizienter, je niedriger die Vorlauftemperatur liegt.
Um trotz niedriger Systemtemperatur eine ausreichende Wärmeabgabe zu erreichen, müssen Heizflächen größer dimensioniert oder mit einem Gebläse ausgerüstet werden. 
Die Wärmeabstrahlung eines (Heiz-)Körpers sinkt mit der vierten Potenz der Temperatur. Um die Wärmeleistung bei niedriger Vorlauftemperatur zu steigern, werden darum insbesondere die Flächen vergrößert, die einen Warmluftauftrieb bewirken.
Wenn am Heizkörper wie bei einem Heizlüfter ein Gebläse montiert wird, um die Wärmeabgabe durch erzwungene Konvektion zu erhöhen, kann die Größe der Heizkörper stark reduziert werden. Diese können dann auch bei beengten Raumverhältnissen eingesetzt werden.
Erhältlich sind:
- Gebläseleisten, die nachträglich auf vorhandene Konvektoren aufgesetzt werden.
- Standardkonvektoren mit werkseitig angebrachtem Gebläse. Diese werden Ventilatorkonvektoren, Lüfterkonvektoren oder Gebläsekonvektoren genannt.
- Heizregister, die in eine vorhandene Lüftungsanlage integriert und z. B. Lüftungskonvektoren genannt werden.

Der zusätzliche Stromverbrauch ist meist sehr niedrig. Von Nachteil können gegebenenfalls Geräusche, Vibrationen und die Staubverwirbelung durch die Lüfter sein. Die Verbrauchserfassung mit Heizkostenverteilern ist in der Regel nicht möglich, da die Wärmeleistung variiert. Stattdessen müssen Wärmemengenzähler verwendet werden.

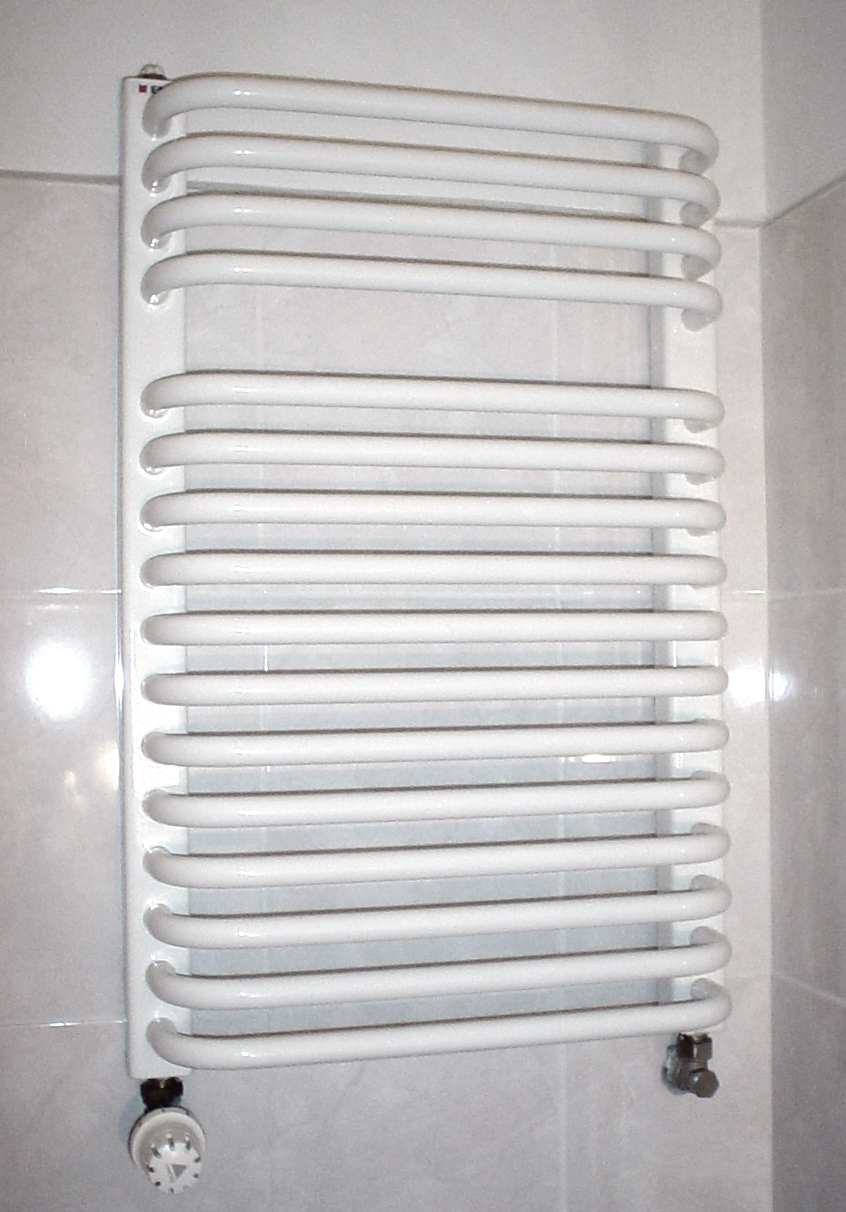
Handtuchheizkörper aus Stahlrohr

### Sonderformen
Daneben werden vermehrt auch Röhrenheizkörper aus Stahlrohr eingesetzt; speziell im Sanitärbereich wird diese Bauform aus praktischen (Handtuchtrockner) und ästhetischen Gründen bevorzugt.
Hygieneheizkörper werden mit Oberflächen ohne scharfe Kanten, Sicken und Falze gefertigt, um die Reinigung zu erleichtern. Sie werden insbesondere in medizinischen Einrichtungen und in der Lebensmittelproduktion eingesetzt.

## Materialien
Heizkörper werden traditionell aus Stahlguss hergestellt und in Form von Hohlrippen gefertigt, die in beliebiger Anzahl aneinander geschraubt werden können.
Gusseiserne Heizkörper werden mit einer dicken Beschichtung versehen, um die vom Formsand strukturierte raue Oberfläche auszugleichen. Äußere Korrosion kommt bei Rippenheizkörpern in der Regel nur vor, wenn sie einer salzhaltigen Atmosphäre ausgesetzt sind.
Aufgrund der Korrosionsbeständigkeit des Gusseisens können diese in offenen Heizkreisläufen eingesetzt werden, die nicht gegenüber der Umgebungsluft abgeschlossen sind und dadurch korrosiven Sauerstoff enthalten. Moderne Heizkörper aus Stahlrohr und Stahlblech rosten unter diesen Bedingungen, abhängig von der Materialstärke, innerhalb von einigen Jahren durch.
Heutige Heizkörper erhalten oft nur eine sehr dünne Beschichtung. Solange der Heizkörper in Betrieb ist, tritt gewöhnlich keine Korrosion auf, da sich kein Kondenswasser bildet und Spritzwasser schnell verdunstet.
Korrosionsgefährdet sind demgegenüber Heizkörper, die sich im Spritzbereich von Spülen, Waschbecken, Duschen, Badewannen oder Toiletten befinden. Konvektoren, die keinen besonderen Korrosionsschutz erhalten, neigen hier zur Rostbildung, insbesondere auch, wenn säurehaltige Reinigungsmittel eingesetzt werden. Heizkörper, die außerhalb der Heizperiode regelmäßig mit Wasser in Kontakt kommen, sollten eine Verzinkung oder zumindest eine hochwertige Beschichtung erhalten.
Porzellanheizkörper
Während der Zeit des Nationalsozialismus wurden Radiatoren aus Porzellan angeboten, um der Rüstungsindustrie kein Eisen zu entziehen. In der DDR wurde die Idee aufgegriffen. Ab etwa Mitte der 1950er Jahre wurden Porzellanheizkörper in 4er- und 5er-Rippenblöcken gefertigt und durch Flansche oder Spindeln zusammengefügt. Seltener gab es auch 3er- und 6er-Blöcke. In der geflanschten Bauweise existierte auch eine seltene niedrige Ausführung, die als 5er-, 6er- und 7er-Blöcke gefertigt wurden. Die 7er-Blöcke wurden vorwiegend zu Elektroheizkörpern verbaut. Hergestellt wurden Porzellanheizkörper im VEB Keramikwerk Haldensleben und im VEB Elektroporzellanwerk Großdubrau.
Der Einsatz erfolgte überwiegend in öffentlichen Gebäuden wie Krankenhäusern, Internaten usw., vereinzelt auch im Wohnungsbau. Verschiedene Betriebe fertigten auch fahrbare elektrische Radiatorheizkörper aus den Porzellanblöcken. Größter Produzent dieser Heizkörper war das Unternehmen Gottschalk & Co. Dresden. Ab Anfang der 1960er Jahre wurde die Herstellung sämtlicher Porzellanheizkörper eingestellt.

## Wärmeverteilung im Raum

Die vom Heizkörper ausgehende Wärmestrahlung erhöht die Behaglichkeit. Die Wärmestrahlung trifft auf Decken, Böden, Wände und Mobiliar und erwärmt diese. Die erwärmten Flächen und Gegenstände emittieren sodann selber auch Wärmestrahlung.

Sowohl die Heizkörper wie auch die erwärmten Flächen geben ihre Wärmeenergie durch Wärmeleitung zugleich an die angrenzende Luftschicht ab. Die erwärmte Luft steigt nach oben, während die an den kalten Außenwänden abgekühlte Luft nach unten strömt: Es bildet sich ein Konvektionsstrom aus.

Wärmestrahlung und zirkulierende Konvektionsströme sorgen gemeinsam für eine relativ gleichmäßige Wärmeverteilung innerhalb des Raums. In der Regel liegt die Lufttemperatur in der Nähe der Decke nur wenige Grad über der Lufttemperatur nahe dem Fußboden.
Die Wärmeübertragung zwischen Heizkörper und Raum geschieht also immer zugleich nach dem Prinzip von Konvektion und Wärmestrahlung. Konvektionsheizung und Strahlungsheizung unterscheiden sich daher nur graduell:
- Bei einer Konvektionsheizung überwiegt die Wärmeverteilung durch die Bewegung der Luft. Die Lufttemperatur ist bei einem von Konvektoren erwärmten Raum in der Regel ein bis zwei Grad wärmer als bei Räumen mit Flächenheizung.
- Ziel einer Strahlungsheizung ist es, durchschnittliche Temperaturen von Wänden, Boden und Decke zu erreichen, die zumindest annähernd so hoch sind wie die Lufttemperatur und die im Idealfall darüber liegen. Sofern nicht große, kalte Fensterflächen, Zugluft oder der Zuluftstrom einer Lüftungsanlage eine Luftzirkulation verursacht, erfolgt die Verteilung der Heizungswärme weitgehend über Wärmestrahlung. Insbesondere Bauteiloberflächen wie die Holzverkleidung einer Sauna, die aus Material mit hohem Wärmedurchlasswiderstand bestehen, erwärmen sich durch die aufgenommene Wärmestrahlung stark und werden dadurch selber zum Wärmestrahler.

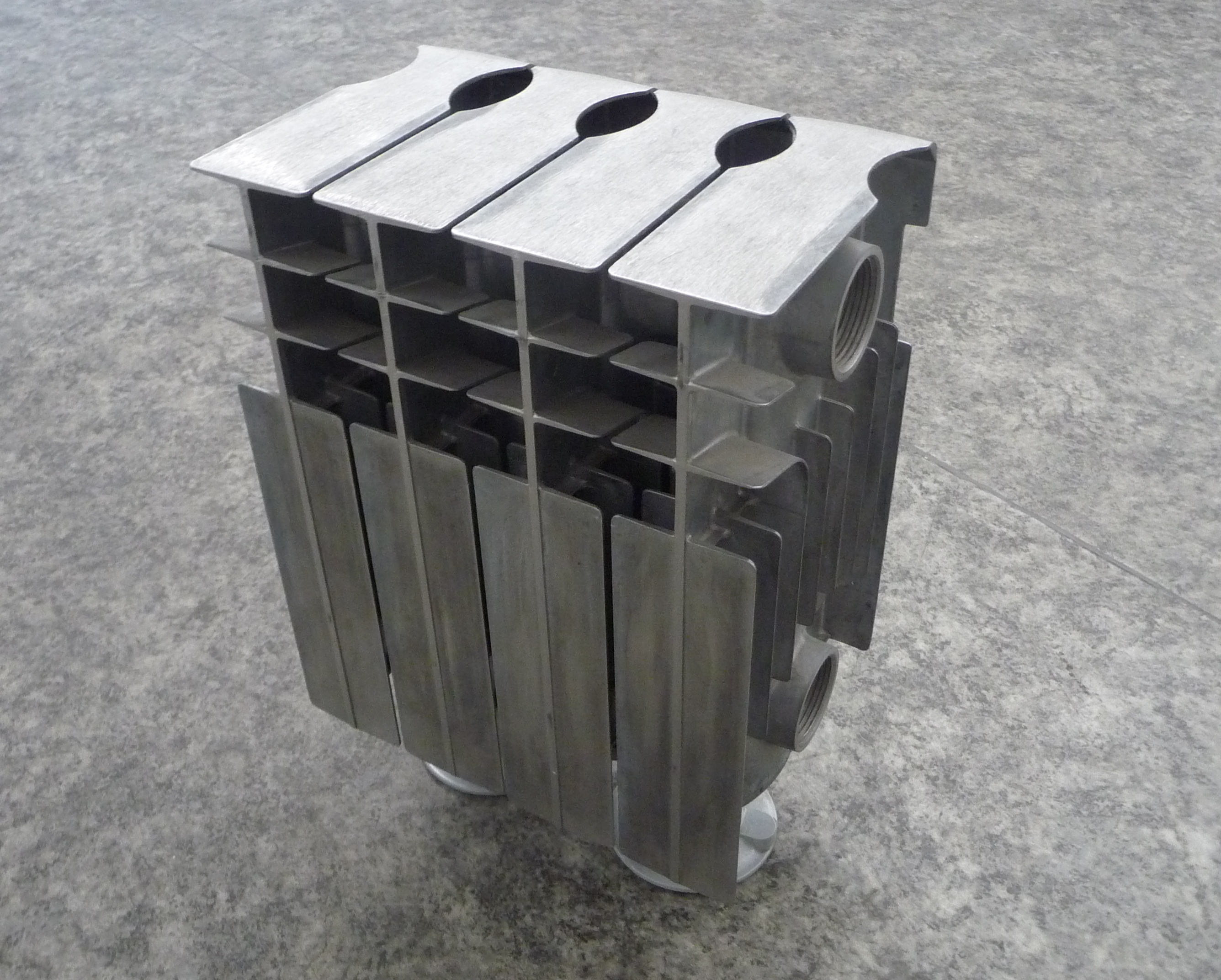
Ein niedriger Rippenheizkörper mit Luftleitrippen

Die abgestrahlte Wärmemenge eines beliebigen Körpers steigt in vierter Potenz der absoluten Temperatur. D. h. bei Verdoppelung der absoluten Oberflächentemperatur eines Heizkörpers erhöht sich die abgestrahlte Wärmeenergie um das Sechzehnfache.
Eine kleine Fläche sehr hoher Temperatur (etwa ein heißer Ofen, ein offenes Feuer, ein Infrarotstrahler oder ein dampfbetriebener Heizkörper) kann somit eine ebenso hohe Strahlungsleistung bewirken wie die viel größeren Flächen einer mit niedriger Temperatur betriebenen Fußboden- oder Wandheizung.
Beheizte Außenräume sowie große, nicht durchgehend beheizte Räume wie Kirchen und Werkhallen werden durch Heizrohre, -platten oder -pilze beheizt, die elektrisch oder durch Gasbefeuerung auf eine hohe Temperatur gebracht werden. Es wird somit mehr Energie durch Wärmestrahlung im Infrarotbereich übertragen als zur Erwärmung der Umgebungsluft eingesetzt wird, die in solchen Situationen weitgehend ungenutzt nach oben abzieht.
In modernen, hochgedämmten Neubauten spielt die Art der Energiezufuhr eine weniger große Rolle, da sich innerhalb der wärmegedämmten Gebäudehülle eine relativ ausgeglichene Temperatur zwischen der Raumluft einerseits und Fußboden, Decke und Wänden andererseits einstellt.
Durch eine kontrollierte Wohnungslüftung wird kontinuierlich Luft zugeführt, deren Temperatur idealerweise leicht unter der Raumtemperatur liegt, wodurch sich eine optimale (Temperatur-)Behaglichkeit einstellt.

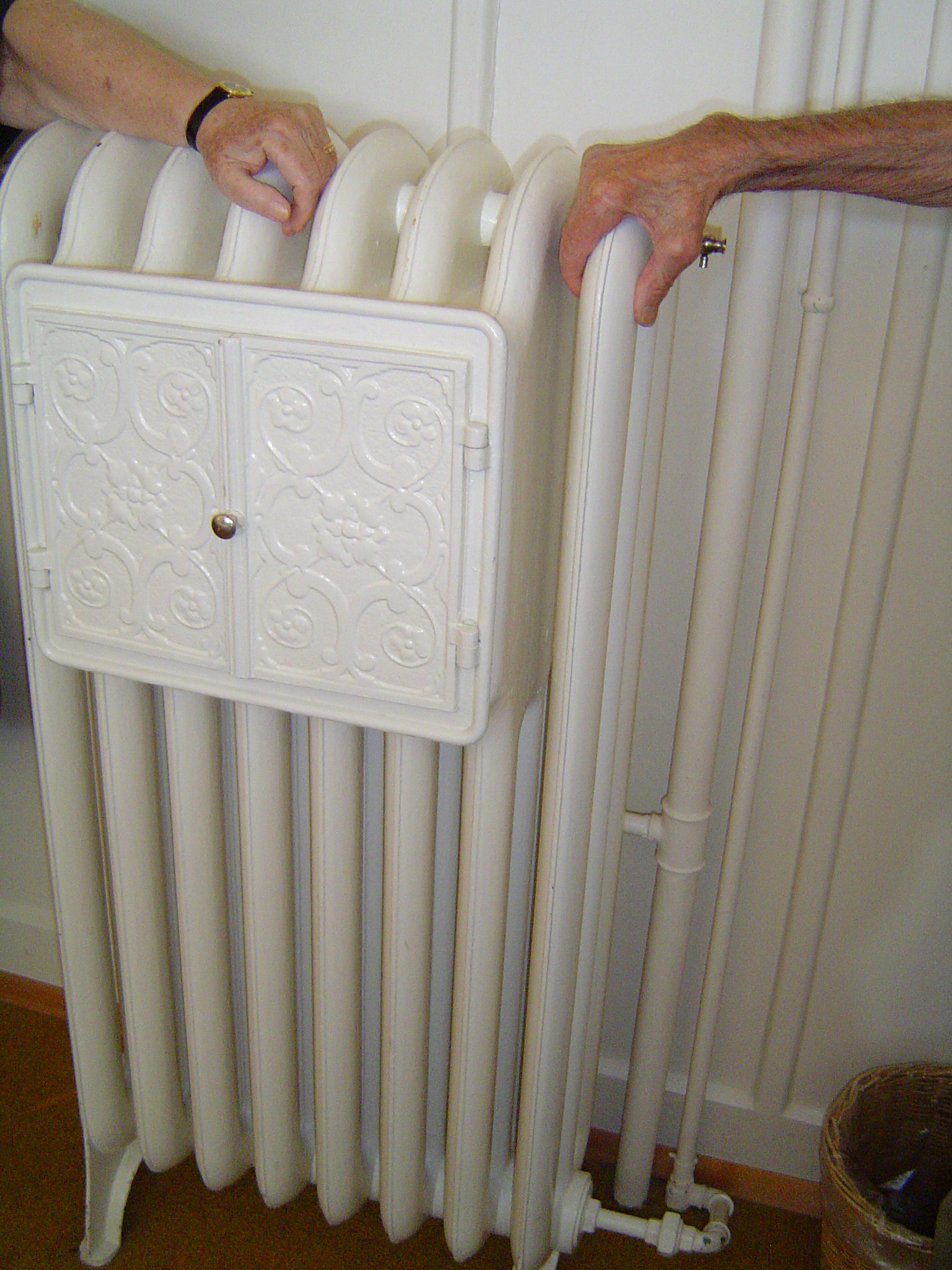
Gussheizkörper mit Warmhaltekammer im Berghotel Schatzalm, Davos

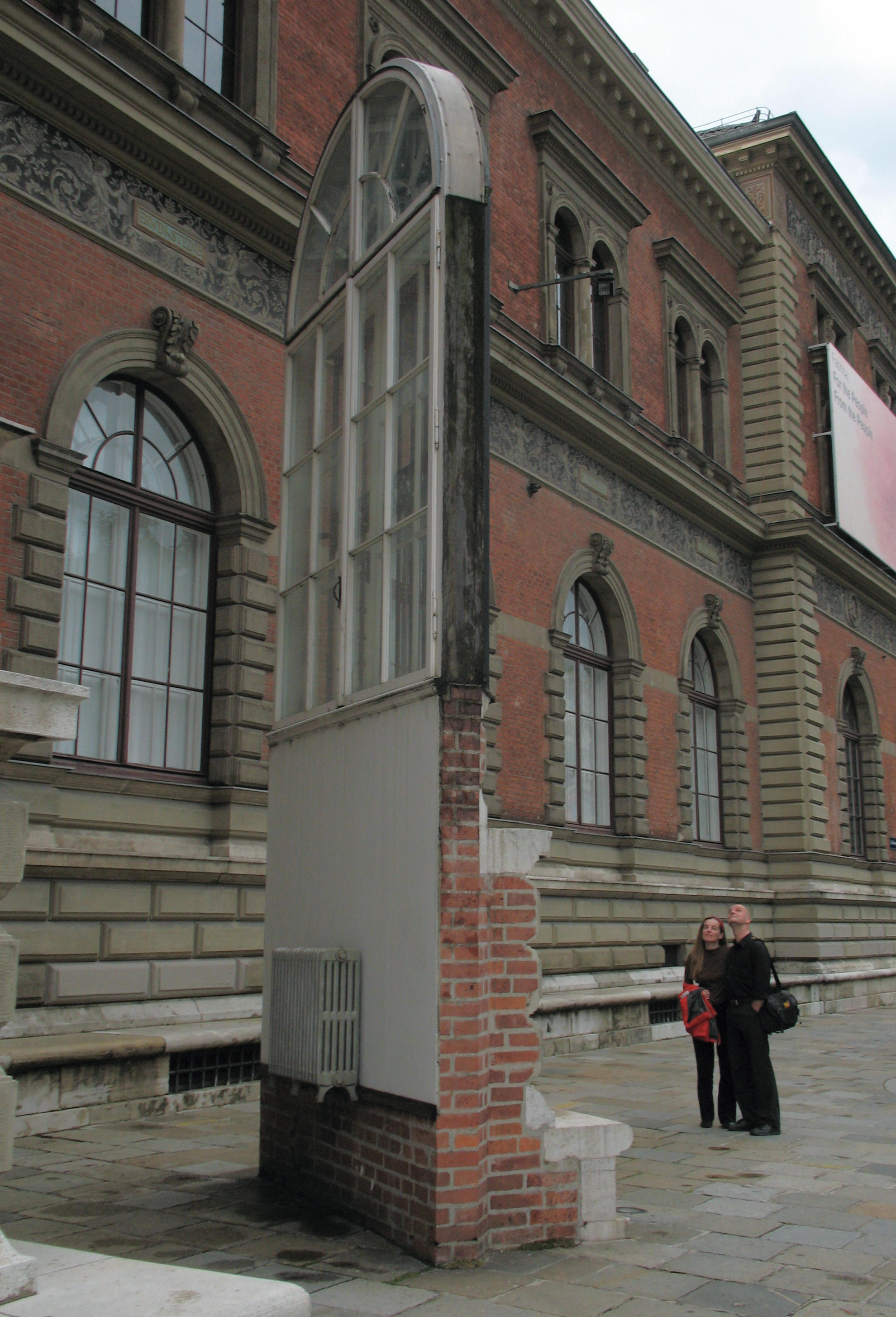
Heizkörper als Ausstellungsstück am Museum für angewandte Kunst (Wien)

Bei schlecht gedämmten Altbauten ist andererseits ein möglichst hoher Strahlungsanteil der notwendigen Heizleistung erwünscht. Zum Ausgleich der niedrigen Oberflächentemperaturen derjenigen Wände, Decken und Fußböden, die die Außenhülle des Gebäudes bilden, muss das Heizsystem andernfalls eine entsprechend große Menge Warmluft erzeugen, was für Gesundheit und Behaglichkeit abträglich sein kann.
In früherer Zeit stellten Kachelöfen und offene Feuerstellen Strahlungsquellen dar, welche sowohl die im Raum befindlichen Menschen als auch die Wandoberflächen erwärmten. Zugleich sorgte der Kaminzug im Zusammenspiel mit undichten Fenstern und Türen im Winter für eine stete Zufuhr von kalter Frischluft.
In der Nachkriegszeit wurden diese Frischluftquellen durch Rückbau der Kamine und Einbau dichter Fenster und Türen reduziert. Insbesondere seit nach der Energiekrise vermehrt leistungsstarke Konvektoren eingesetzt und mit niedrigen Vorlauftemperaturen betrieben werden, erfolgt die Erwärmung der Räume weniger über Wärmestrahlung als vielmehr über die Aufheizung der Raumluft. Verfügen die Außenwände über keine Wärmedämmung, so stellt sich im Winter ein größerer Temperaturunterschied zwischen erwärmter Raumluft und kalter Außenwandfläche ein.
Dies hat verschiedene Nachteile:
- Die warme Raumluft kann größere Mengen Feuchtigkeit aufnehmen, die an der kalten Außenwand kondensieren. Größere Mengen Kondensat können zur Schimmelbildung führen, insbesondere hinter Möbeln, Vorhängen und anderen verdeckt liegenden Stellen der Außenwand, die stärker abkühlen als der Rest der Wand. Die Auffeuchtung der Außenwand verringert deren Dämmwert, wodurch die Oberflächentemperatur weiter absinkt.[6]
- Um trotz der kalten Außenwandflächen die gleiche Behaglichkeit zu erreichen, muss die Raumluft über 20 °C hinaus erwärmt werden. Es wird angenommen, dass die warme, trockene Raumluft zu gesundheitlichen Problemen führt, da die Schleimhäute austrocknen und mehr Staub transportiert wird als in kühlerer, feuchter Luft.[7]
- Mit der erhöhten Temperaturdifferenz gegenüber der Außenwand erhöhen sich die Lüftungswärmeverluste. Liegt die Raumlufttemperatur 1 ° höher, so muss durchschnittlich 5 % mehr Heizenergie eingesetzt werden.[8]

### Platzierung der Heizkörper
Traditionell wurden die Heizkörper unter den Fenstern montiert. In diesem Fall können sich zwei zirkulierende Konvektionswalzen ausbilden: Von den Heizkörpern steigt erwärmte Luft auf, während von Fenstern und Außenwand oberhalb der Heizkörper kühlere Luft herabsinkt. Beide Luftmassen treffen oberhalb der Heizkörper aufeinander und weichen zur Raummitte hin aus. Spätestens wenn der Luftstrom an der gegenüberliegenden Seite des Raumes auf die Innenwand trifft, teilt er sich in eine obere und eine untere rotierende Luftwalze auf. Da sich die Temperatur der an der Außenwand aufsteigenden und abfallenden Luftmasse bald nach dem Zusammentreffen zu einem Mittelwert ausgleicht, verliert sich allerdings zur Gebäudemitte hin der Antrieb der zirkulierenden Luftmassen (aufgrund des Dichteunterschieds zwischen kalter und warmer Luft). Diese Zirkulationsbewegung ist darum so schwach ausgeprägt, dass sie kaum wahrnehmbar ist. Werden die Heizkörper stattdessen an der Innenwand aufgestellt, so bildet sich eine einzelne, deutlich stärkere Luftwalze aus, die den gesamten Raum erfasst und bei sehr kalten Außentemperaturen oder mangelhafter Dämmung der Außenwand als Zugluft wahrnehmbar wird. Bei alten Gebäuden sind die Heizkörper unterhalb der Fenster oft in Nischen angebracht, so dass die Außenwand in diesem Bereich deutlich dünner ist; ohne zusätzliche Wärmedämmung geht darum hier besonders viel Energie verloren. 
Bei heutigen sehr gut gedämmten Gebäudehüllen spielt die Aufstellung der Heizkörper weniger eine Rolle als die Verteilung und Ausrichtung der Zuluft-Einströmöffnungen einer gegebenenfalls vorhandenen Lüftungsanlage.
Denn bei Niedrigenergiehäusern geht oft mehr Energie über die Lüftung verloren als über die Außenflächen des Gebäudes. Die Oberflächentemperaturen der Wände, Böden und Decken eines gut gedämmten Gebäudes können sich über die Wärmestrahlung annähernd angleichen, so dass es zu keiner nennenswerten Luftzirkulation innerhalb der Räume kommt.
Großflächige Heizkörper wie Fußboden-, Decken- und Wandheizungen mindern Luftzirkulation, weil sie den Hauptteil der thermischen Energie in den Raum strahlen.

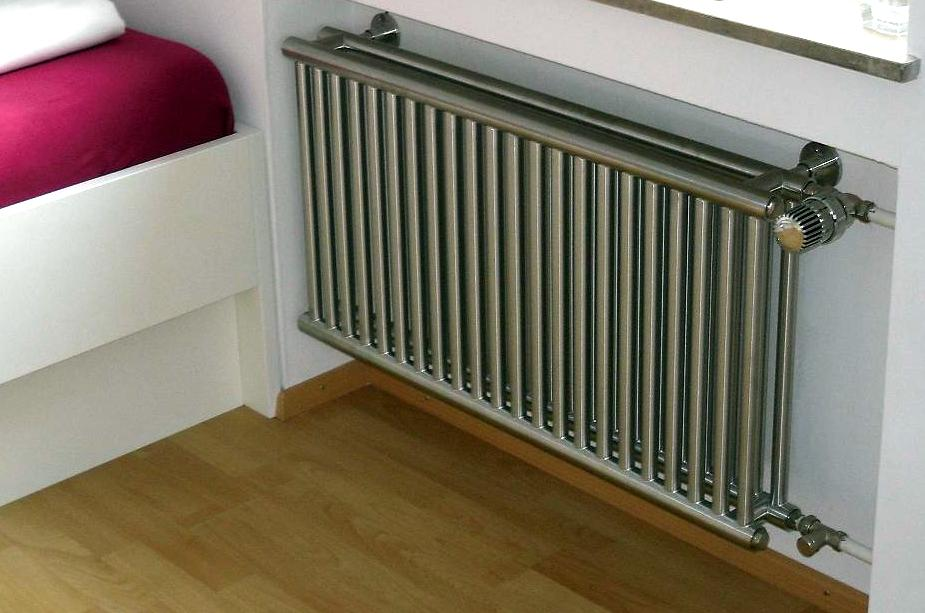
Ein moderner Rohrheizkörper aus Edelstahl in Bauform DEKA, der aufgrund seiner polierten metallischen Oberfläche wenig Wärmeenergie abstrahlt (sofern er nicht klar lackiert ist).

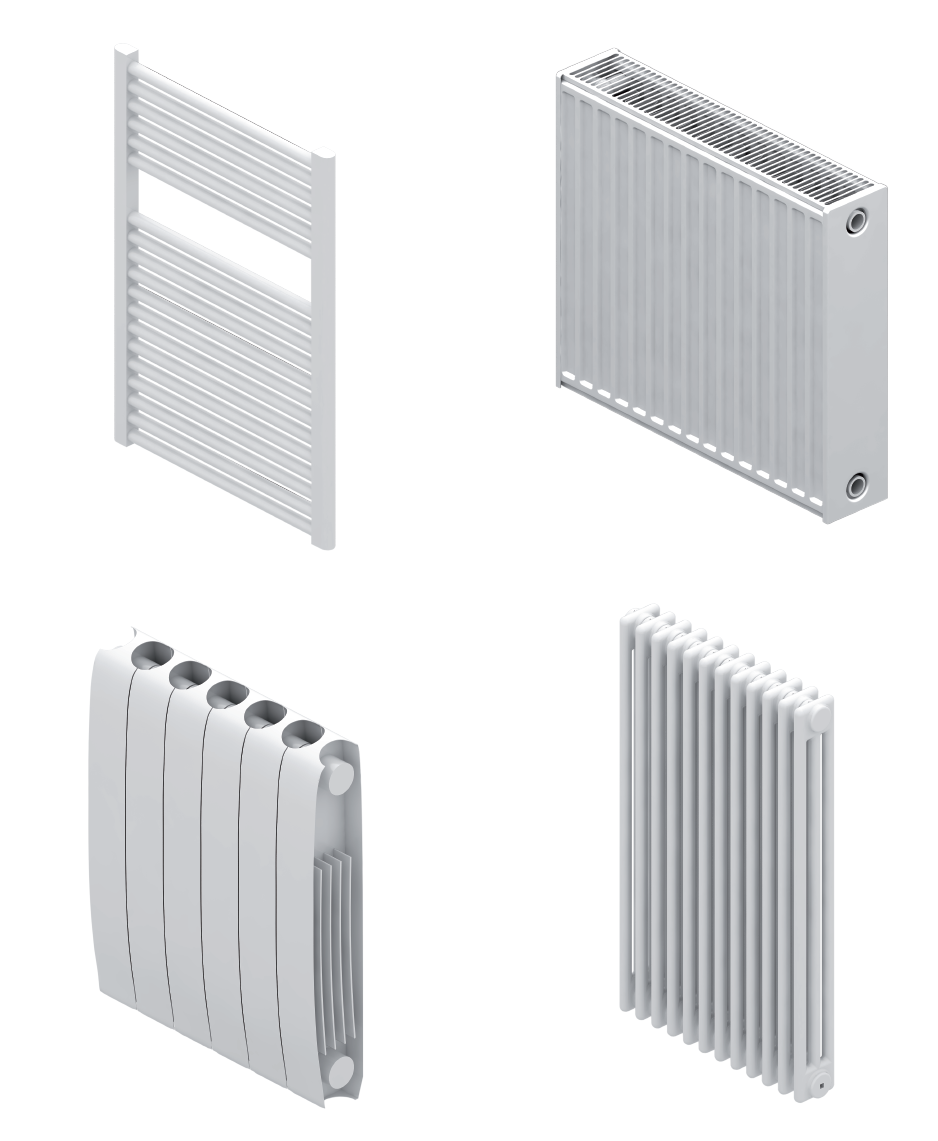
Im Uhrzeigersinn: Handtuchheizkörper, Plattenheizkörper, Röhrenheizkörper, Aluminium-Heizkörper

## Wärmeverteilung am Heizkörper
In Anlehnung an den englischen Begriff für Heizkörper (radiator) werden gusseiserne sowie Röhrenheizkörper auch im Deutschen oft als Radiatoren bezeichnet, obwohl die Abstrahlung (Radiation) bei den heute üblichen Temperaturen im Heizkreis gering ist.
Heizkörper mit Wärme- bzw. Luftleitblechen werden als Konvektoren bezeichnet. Die Luftleitbleche geben die Wärme des Heizkörpers an die von unten nach oben hindurchströmende Raumluft ab.
Heizkörper sollten nicht verstellt, verkleidet oder durch Vorhänge verdeckt werden, damit die Luft frei zirkulieren kann und möglichst viel Strahlungswärme den Raum erreicht.
Konvektoren, die aus mehreren Platten bestehen, geben mehr Strahlungswärme ab, wenn das warme, einströmende Wasser zunächst in die vordere, zum Raum gerichtete Platte und danach erst in die hinteren Platten geleitet wird. (Dies ist 2018 jedoch erst bei einigen speziellen Ausführungen der Fall.)
Heizkörper, die vor verglasten Fassaden aufgestellt werden, müssen zum Glas hin mit einer Verkleidung versehen werden, die verhindert, dass zu viel Wärmeenergie nach außen hin abgestrahlt wird. Auch kommt es vor, dass Wärmeschutzglas reißt, wenn bei kalten Außentemperaturen durch die lokale Erwärmung Spannungen im Glas entstehen.
Am Thermostatventil ist die Temperatur des Heizkörpers am höchsten. Die Wärmeenergie wird durch Wärmestrahlung und Konvektion an den Raum abgegeben, während sich das Trägermedium durch den Heizkörper hindurchbewegt. Zum Auslassventil hin sinkt die Temperatur des Heizmediums entsprechend ab. Das abgekühlte Medium wird über die Rücklaufleitung zum Wärmeerzeuger zurückgeführt. Wenn sich im Heizkörper eine größere Menge Luft sammelt, wird die Zirkulation behindert und der obere Bereich des Heizkörpers bleibt kalt. Die Entlüftung erfolgt über ein Entlüftungsventil, durch Lösen der Verschraubung des Thermostatventils oder durch Spülen des Heizkreislaufs.
In größeren Heizungsanlagen sollten sich die Heizkörper im unteren Bereich idealerweise ein wenig kälter anfühlen als im oberen Bereich.
Wenn ein Heizkörper oben und unten gleich warm ist, strömt mehr Wasser hindurch als nötig. Dies kann dazu führen, dass andere Heizkörper, die weiter entfernt von der Heizkreispumpe liegen, zu wenig durchströmt werden. Dann muss die Pumpenleistung erhöht werden, wodurch der Energieverbrauch steigt und Strömungsgeräusche im Kreislauf entstehen können. Besser ist es daher, über voreinstellbare Thermostatventile oder einstellbare Rücklaufverschraubungen einen hydraulischen Abgleich durchzuführen.
Fühlt sich ein Heizkörper nur nahe dem Thermostatventil oder im gesamten oberen Bereich wärmer an als an der restlichen Fläche, so ist in der Regel die Strömungsgeschwindigkeit so niedrig, dass das Medium zu lange im Heizkörper verbleibt und dabei abkühlt.
Die beste Leistung erreicht ein Heizkörper, wenn der Vorlauf oben und der Rücklauf unten angeschlossen werden. Liegt der Vorlauf ebenfalls unten, so kann sich die Leistung um bis zu 10 % verringern.
Fühlt sich ein Heizkörper auf der Anschlussseite über die gesamte Höhe wärmer an als auf der anderen Seite, so wurden eventuell Vor- und Rücklaufanschluss des Heizkörpers vertauscht. Das erwärmte Medium tritt im unteren Bereich des Heizkörpers ein und strömt gleich hoch zum oben gelegenen Auslass, ohne seine ganze Breite zu erwärmen. Dies führt zu Leistungseinbußen von mindestens 20 %.
Eine bessere Wärmeverteilung kann erreicht werden, wenn sich durch Erhöhung des Durchflusses ein strahlförmiger Eintritt des Heizwassers ergibt oder indem ein Röhrchen (Lanze) eingesetzt wird, welches das Wasser weiter in den Heizkörper hinein leitet.
Durch Umkehrung der Strömungsrichtung unter Umständen auftretende Klappergeräusche oder Schwierigkeiten bei der Einstellung einer mittleren Raumtemperatur können in manchen Fällen durch Verwendung eines speziell für diesen Anwendungsfall vorgesehenen Thermostatventils beseitigt werden.
Spätestens seit der Ölpreiskrise in den 1970er Jahren wurden Heizungsanlagen mit Regelungen versehen, welche die Vorlauftemperatur des Heizkreislaufs (und damit auch des Heizkörpers) an die Außentemperatur anpassen. Die konstant hohen Vorlauftemperaturen (oft zwischen 70 °C und 90 °C) alter Anlagen verursachten in den Übergangszeiten unnötige Wärmeverluste in Heizkessel und Verteilungsleitungen.
Reflexionsfolien, die hinter den Heizkörpern an der Innenseite der Außenwand angebracht werden, können den Heizenergieverbrauch eines 1980 nach dem damaligen Wärmedämmstandard errichteten Gebäudes um 4 % senken. Bei einem Gebäude mit durchschnittlichem k-Wert der Wand von 0,5 W/(m²·K) ergibt sich eine Einsparung von 1,6 %.

## Ermittlung der Heizkörpergröße
Für die Berechnung der Heizkörpergröße sind die Heizlast bzw. der Normwärmebedarf des Gebäudes sowie die Wärmeleistung der Heizung die wichtigsten Faktoren. Die Größe des Heizkörpers richtet sich zudem nach der Fensterbreite und der Brüstungshöhe.
Diverse bauliche Gegebenheiten beeinflussen die Berechnung der Heizlast. Einflussfaktoren sind neben der Wärmedämmung die Fläche der Außenbauteile, die Anzahl der Fugen, die Größe der Räume und der Unterschied zwischen Außen- und Innentemperatur. Demnach ist die Heizlast in einem Altbau größer als die in einem gut gedämmten Neubau.
Die Wärmeleistung des Heizkörpers bezeichnet die Gesamtwärmeleistung, die ein Heizkörper erbringen muss, um einen Raum auf die gewünschte Temperatur zu erwärmen. Nach der DIN 4701 sollte die Innentemperatur 20 °C in den Räumen, 15 °C im Korridor und 24 °C im Bad betragen. Der erste Schritt zur Berechnung der Wärmeleistung ist die Raumgröße. Sie wird ermittelt, indem man die Länge des Raumes mit der Breite des Raumes multipliziert. Die Raumgröße wird mit einem Grundwert wiederum multipliziert. Als Grundwert kann man 80 Watt je Quadratmeter rechnen. Bei 80 Watt geht man von einem gut gedämmten Haus/Wohnung aus. Für einen Raum mit einer Fläche von 6 m × 8 m ergibt das 3840 Watt. Man benötigt einen Heizkörper mit 3,6 kW. Bei einem schlecht oder nicht gedämmten Gebäude liegt der Richtwert bei 150 Watt je Quadratmeter Wohnungsfläche.

## Heizkörperexponent

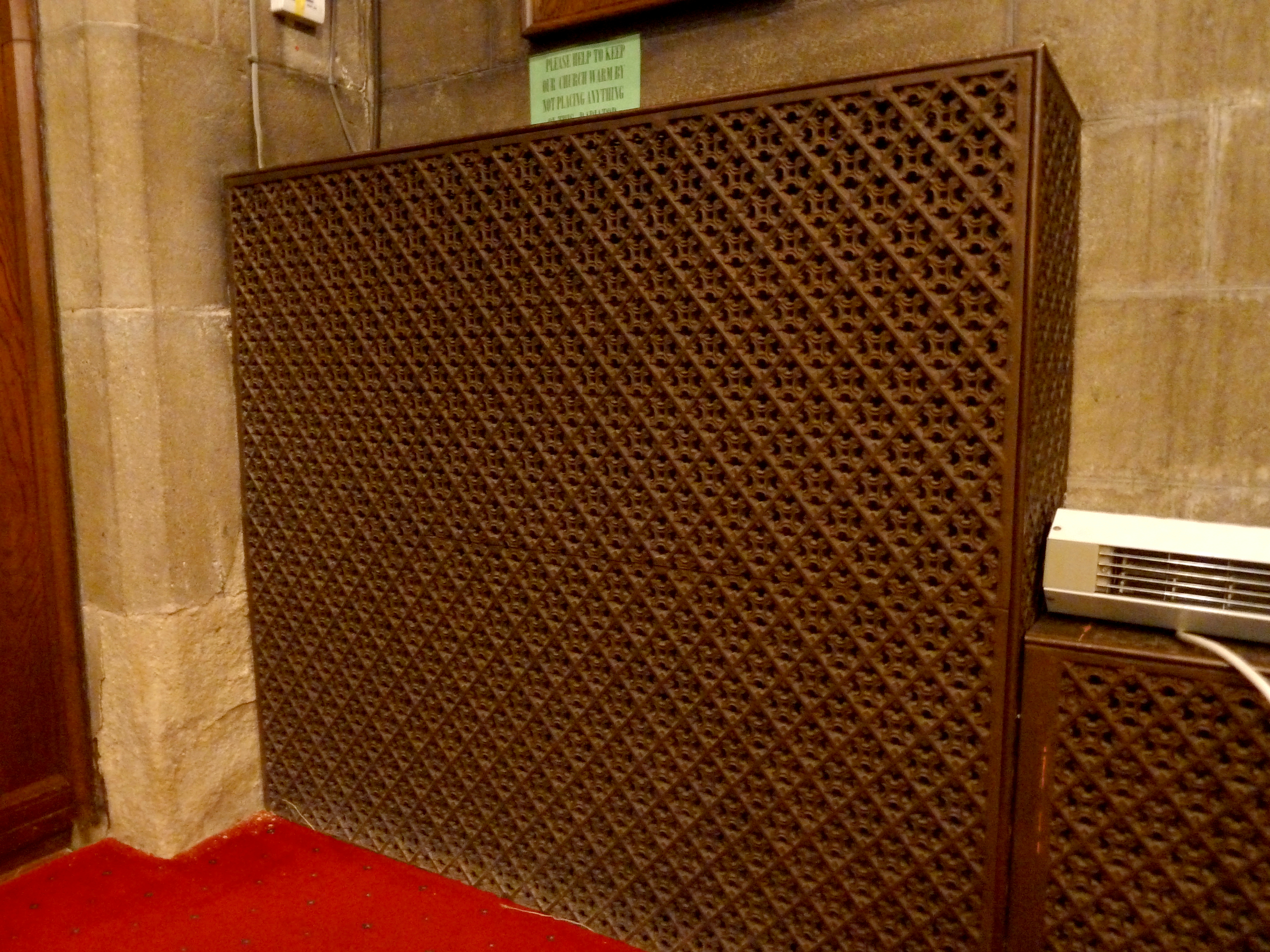
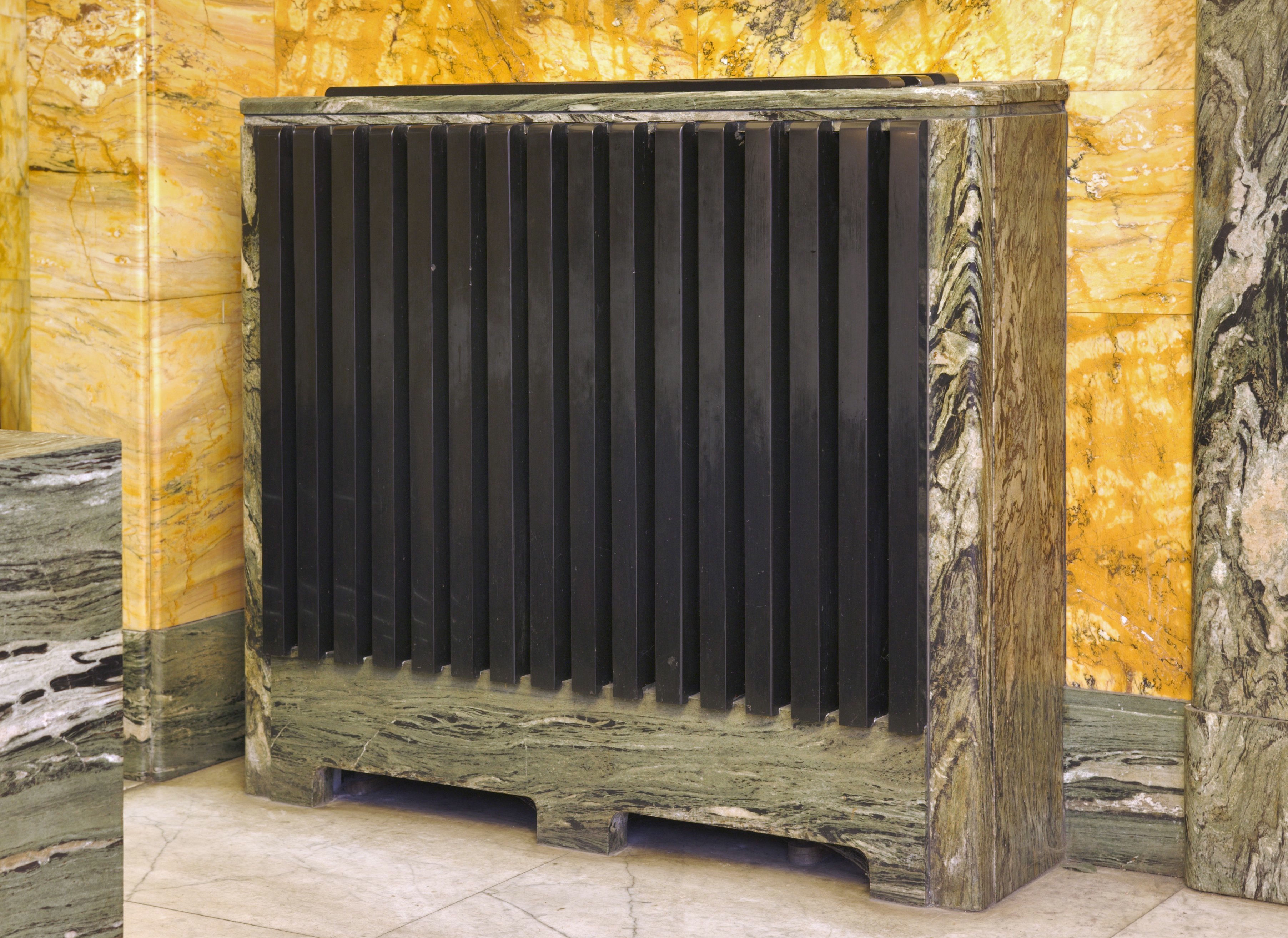
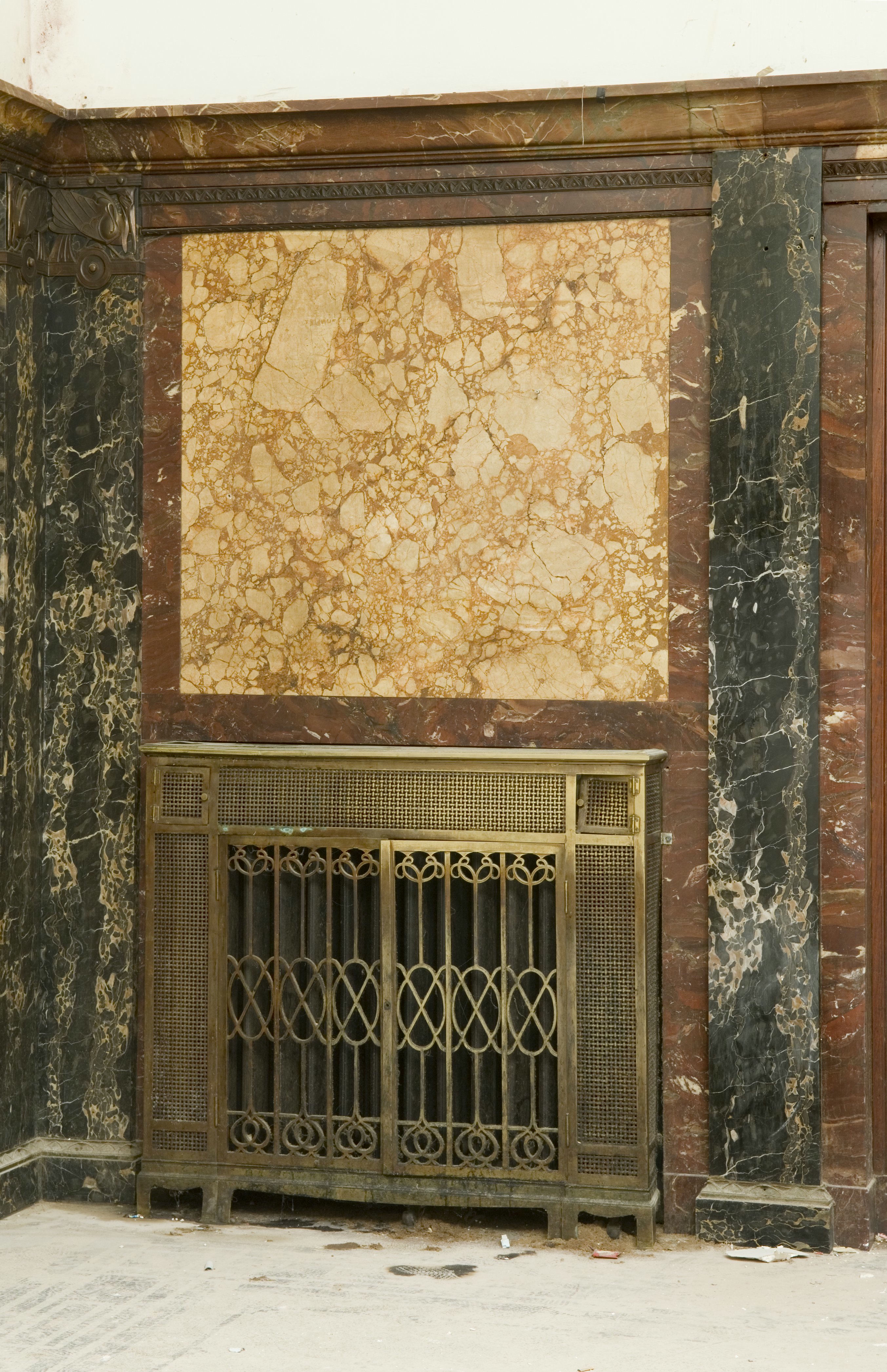
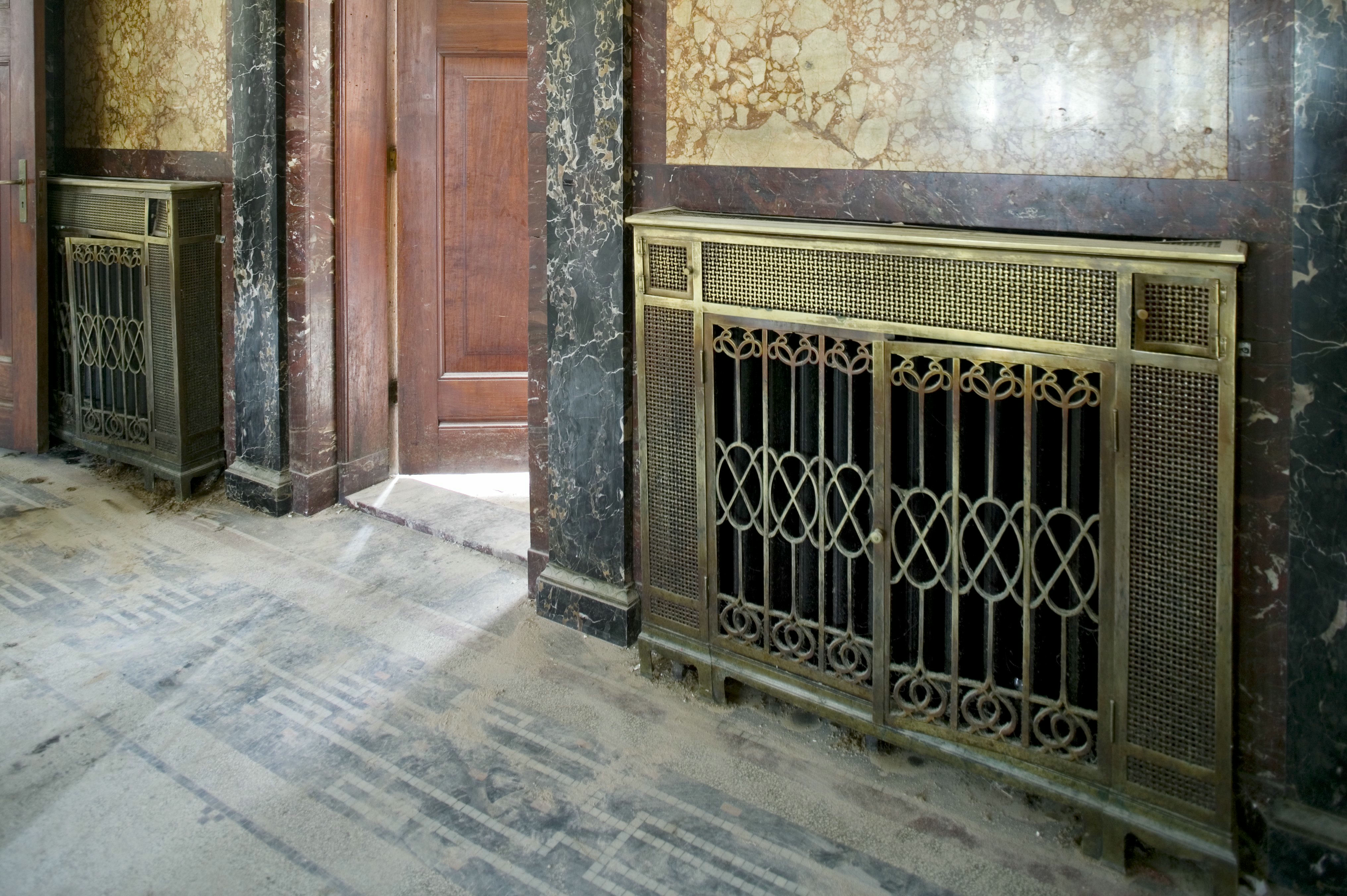
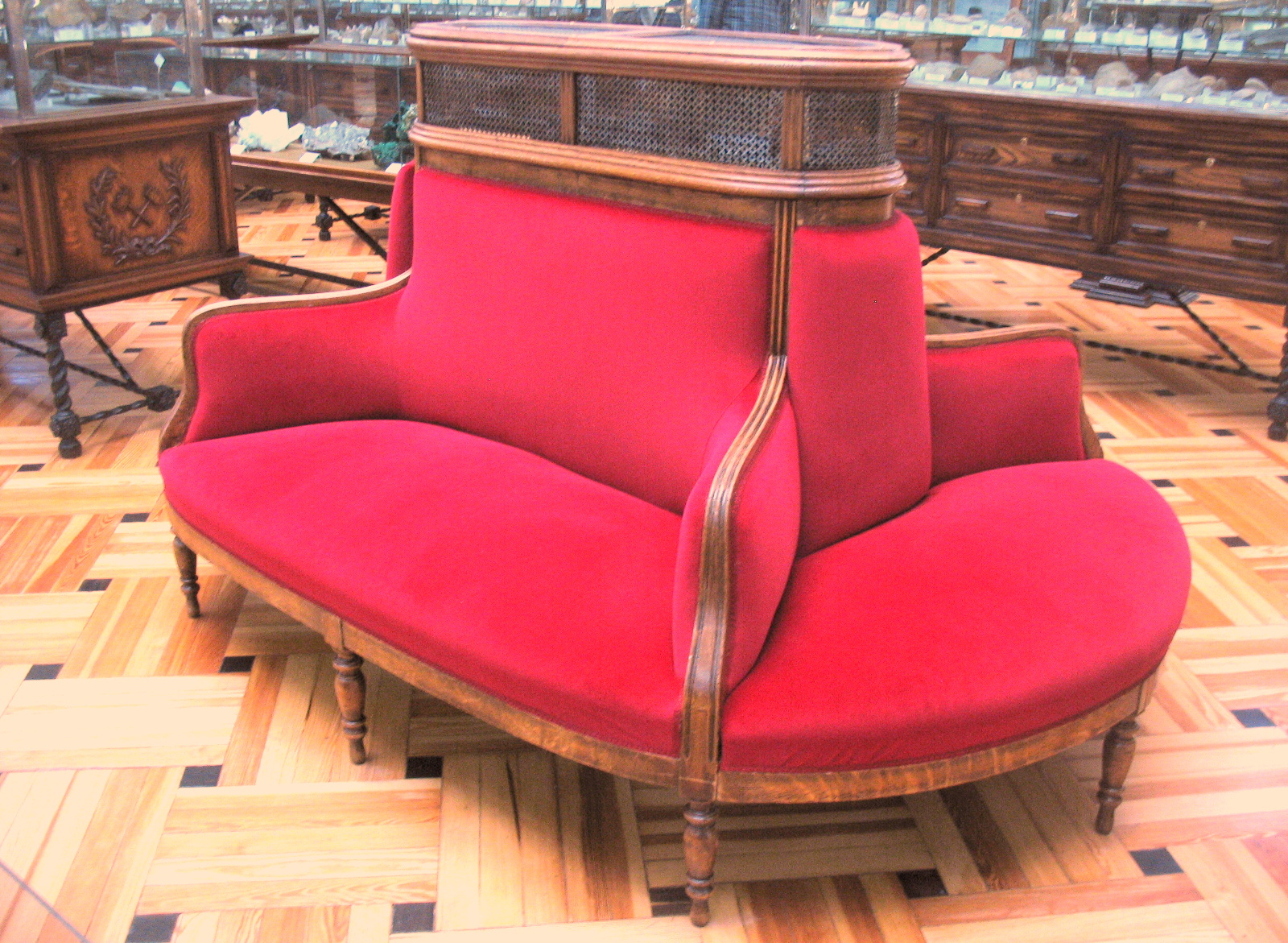
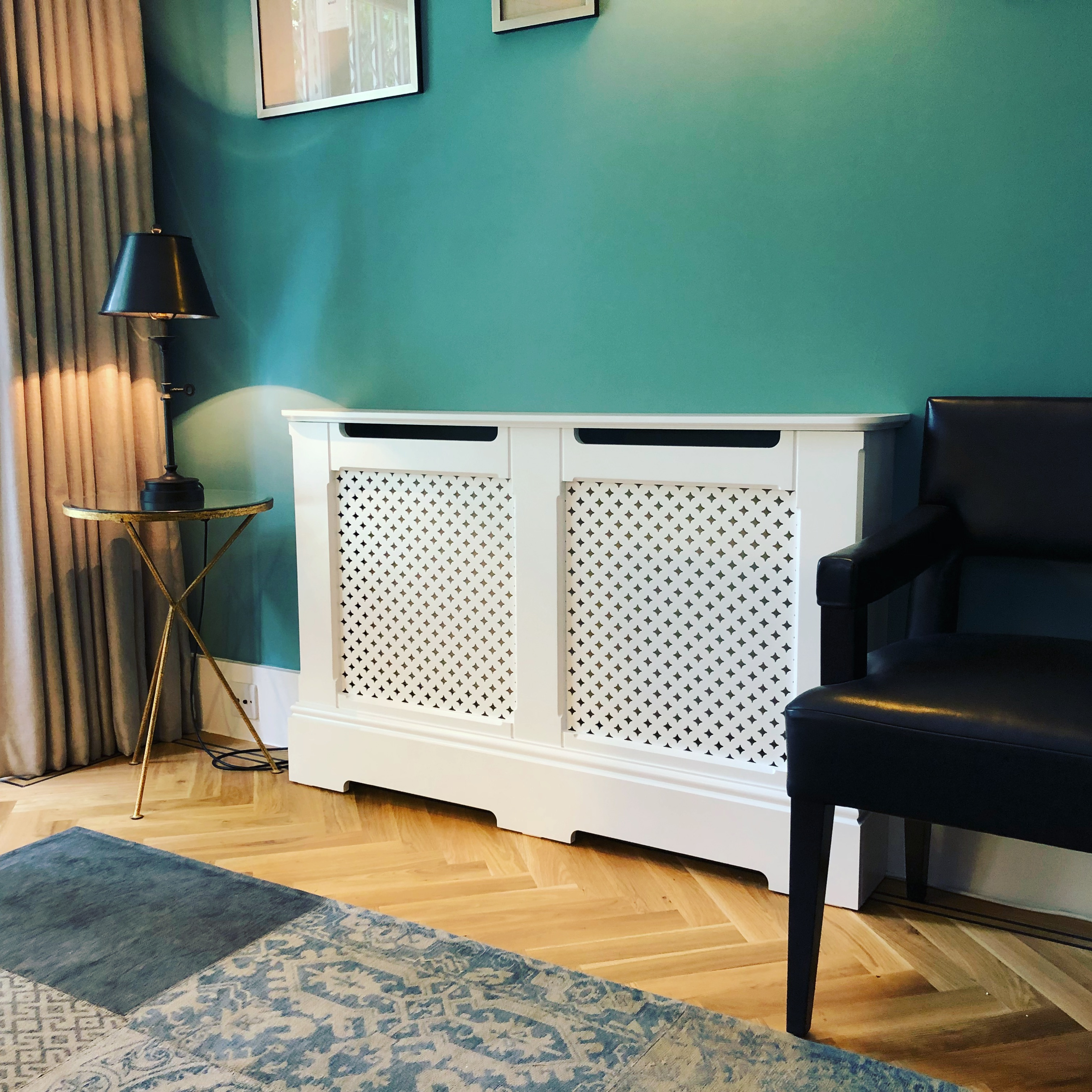
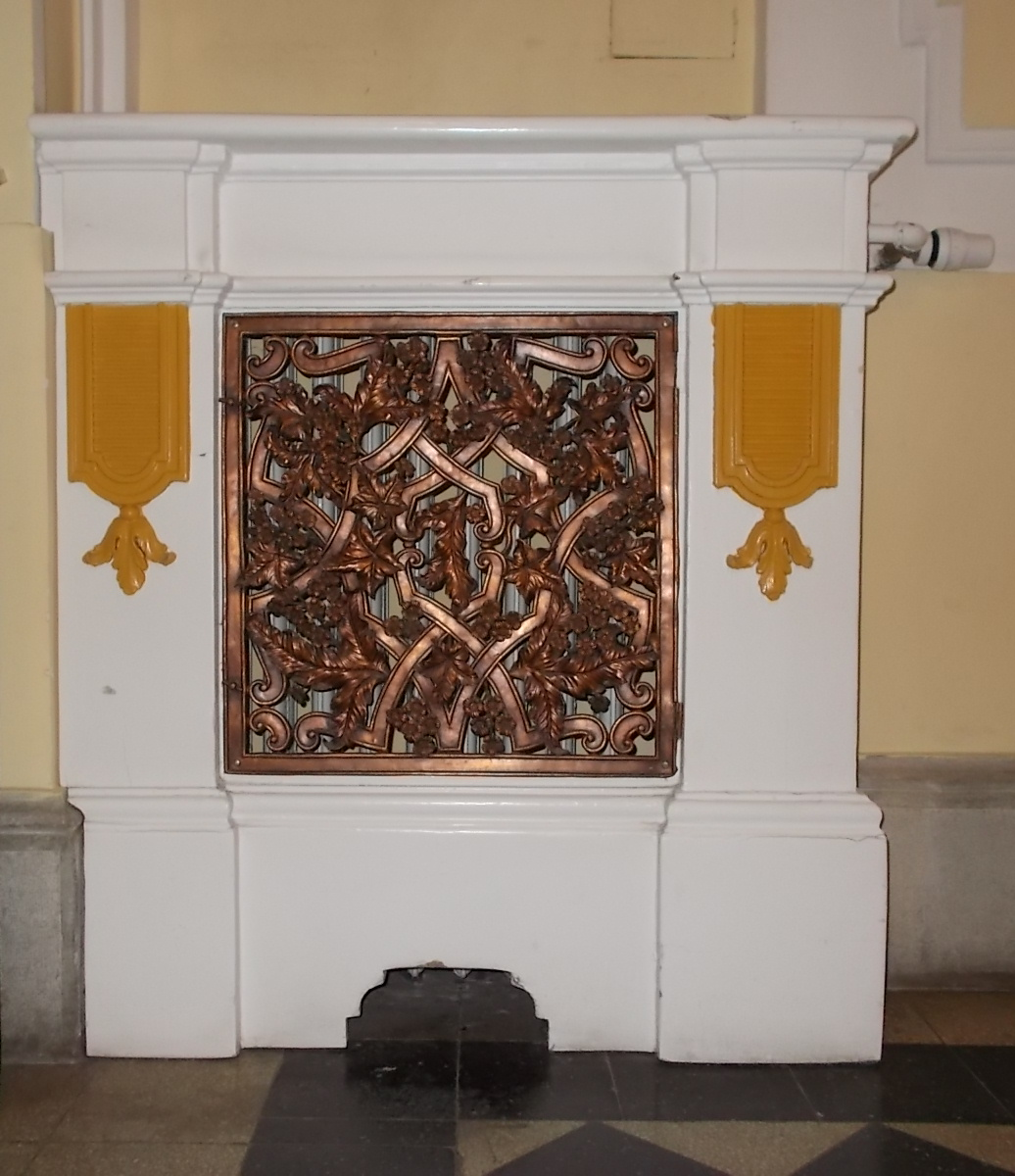

Der Heizkörperexponent {\displaystyle n} beschreibt den Einfluss gegenüber den Normwerten geänderter Temperaturdifferenzen {\displaystyle \Delta T} eines bestimmten Heizkörpertyps auf dessen Wärmeleistung {\displaystyle P}.